# Olympic v Lucerně
Olympic v Lucerně je záznam koncertu skupiny Olympic, který se konal 26. dubna 1982. LP deska vyšla v roce 1983, součástí byl vložený plakát. 

## Písně
1. „Já je znám“
2. „Nic víc“
3. „Osmý den“
4. „Nechoď dál! (Město)“
5. „Strom“
6. „Vlak, co nikde nestaví“
7. „Sprcha“
8. „Každý den (Ohlédnutí po ulici)“
9. „Jasná zpráva“
10. „Já (Sobectví)“
11. „Okno mé lásky (Láska)“

## Obsazení
- Petr Janda – sólová kytara, zpěv
- Miroslav Berka – klávesové nástroje, zpěv
- Petr Hejduk – bicí nástroje, zpěv
- Milan Broum – baskytara, zpěv